# Tillandsia edithae
Tillandsia edithae Rauh è una pianta della famiglia delle Bromeliaceae.

## Distribuzione e habitat
Questa specie è endemica della Bolivia.